# Kamāyestān
Kamāyestān (persiska: Komāyestān, کمایستان, Kumīsdān) är en ort i Iran.   Den ligger i provinsen Khorasan, i den nordöstra delen av landet, 500 km öster om huvudstaden Teheran. Kamāyestān ligger 1 109 meter över havet och antalet invånare är 553.
Terrängen runt Kamāyestān är lite kuperad. Runt Kamāyestān är det ganska glesbefolkat, med 29 invånare per kvadratkilometer. Närmaste större samhälle är Neqāb, 7,9 km öster om Kamāyestān. Trakten runt Kamāyestān består till största delen av jordbruksmark.